# Эрле (посёлок)
Эрле — посёлок в Приволжском районе Астраханской области России. Входит в состав Яксатовского сельсовета. Население 79 человек (2010).

## История
В 1969 году Указом Президиума ВС РСФСР посёлок молочнотоварной фермы № 2 колхоза «Заветы Ильича» переименован в Эрле.

## География
Эрле расположен в юго-западной части Прикаспийской низменности на правом берегу ерика Кигач, втекающего в реку Кизань. Абсолютная высота 25 метров ниже уровня моря.

## Население
| 2002 | 2010 |
| ---- | ---- |
| 15   | ↗79  |

Национальный и гендерный состав
По данным Всероссийской переписи в 2010 году, численность населения составляла 79 человек (41 мужчина и 38 женщин, 51,9 и 48,1 %% соответственно).
Согласно результатам переписи 2002 года, в национальной структуре населения астраханские татары составляли 60 % от 15 жителей.
| Национальность | Численность (2010) | Процент |
| -------------- | ------------------ | ------- |
| Казахи         | 29                 | 40,3%   |
| Азербайджанцы  | 17                 | 23,6%   |
| Русские        | 15                 | 20,8%   |
| Татары         | 6                  | 8,3%    |
| Ногайцы        | 5                  | 6,9%    |
| Всего          | 72                 | 100%    |

## Инфраструктура
Развито сельское хозяйство. В советское время действовал колхоз «Заветы Ильича».
В центре посёлка расположена детская игровая площадка.
В одном из зданий установленная система оповещения (сирена) граждан в чрезвычайных ситуациях.

## Транспорт
Остановка общественного транспорта находится на выезде из посёлка.
Остановка школьного автобуса расположена в центре посёлка